# Odontoscion dentex
Odontoscion dentex es una especie de pez de la familia Sciaenidae en el orden de los Perciformes.

## Morfología
• Los machos pueden llegar alcanzar los 30 cm de longitud total.

## Alimentación
Come de noche principalmente gambas, peces hueso y sus larvas.

## Depredadores
Es depredado por Mycteroperca tigris .

## Hábitat
Es un pez de mar y de clima tropical (22°N-25°S, 92°W-36°W) y asociado a los  arrecifes de coral que vive entre 1-30 m de profundidad.

## Distribución geográfica
Se encuentra en el Océano Atlántico occidental: desde Florida (los Estados Unidos) y Cuba hasta el Brasil. Está ausente de las Bahamas.

## Observaciones
Es inofensivo para los humanos.